# Мохамед ел-Барадей
Мохамед ел-Барадей (на арабски: محمد البرادعي [Muhammad al-Barādaʿī]) е египетски политик, дипломат и учен (юрист).
Той е генерален директор на международната агенция за атомна енергия (МААЕ). Носител на Нобелова награда за мир за 2005 г. заедно с МААЕ.
Вицепрезидент е на Египет през 2013 г.